# Диокециредиу (Вранча)
Диокециредиу (рум. Diochețirediu) насеље је у Румунији у округу Вранча у општини Мовилица. Oпштина се налази на надморској висини од 177 m.

## Становништво
Према подацима из 2011. године у насељу је живело 759 становника.